# Dwight Schultz
William Dwight Schultz (Baltimore, 24 november 1947) is een Amerikaanse televisie-, toneel- en filmacteur, die in de jaren tachtig bekend werd bij het grote publiek als Murdock in de televisieserie The A-Team. Ook speelde hij de rol van luitenant Reginald Endicott Barclay III in verschillende Star Trek-series. Ook was hij in deze rol te zien in de film Star Trek: First Contact uit 1996.

## Levensloop
Schultz studeerde in 1970 af aan de Towson State University in Maryland. Zijn hoofdvak was drama en hij behaalde een B.A. in ‘Theatre Arts’. Al op zijn negentiende was hij beroepsacteur. Na zijn afstuderen stond hij zo'n vijftien jaar in het theater, voordat hij de overstap maakte naar film en televisie.
Begin jaren zeventig werd Schultz lid van The Baltimore Theatre Ensemble en van Baltimore's Center Stage Company. In vijf jaar tijd perfectioneerde hij zijn acteertalent door een groot aantal rollen in regionale theaters te spelen.
In 1978 kreeg hij de hoofdrol in het theaterstuk "The Water Engine" van producer Joseph Papp's Public Theatre. Vanwege het grote succes werd deze off-Broadway-productie verplaatst naar The Plymouth Theatre. Dit was Dwights Broadway-debuut.
Dwight won de Drama-Logue Award in 1980 voor het stuk "The Crucifer of Blood", een Sherlock Holmes-drama, waarin hij samen met Glenn Close speelde. Dwight nam de rol van Major Alistair Ross voor zijn rekening.
Dwight raakte geïnteresseerd in de film- en televisiewereld en in 1981 wist hij een aantal kleine rollen te bemachtigen in televisiefilms, en gastrollen in o.a. de televisieseries Hill Street Blues en CHiPs.
Ook maakte hij in 1981 zijn speelfilmdebuut in de film The Fan. In 1982 mocht hij zijn eerste grote filmrol spelen in de thriller Alone in the Dark.
Hierna deed hij auditie voor de rol van Murdock in de televisieserie The A-Team, die hij dus ook kreeg.
Op 12 juni 1983 trouwde hij met Wendy Fulton. Met haar is hij nog steeds getrouwd. Zij hebben samen één dochter, Ava. Wendy verscheen in The A-Team, in de aflevering Bounty als vriendin van Murdock.
Na The A-Team speelde hij nog noemenswaardige rollen in Fat Man and Little Boy (1989), The Long Walk Home (1990) en The Temp (1993). Ook sprak hij talloze malen stemmetjes van tekenfilms en games in.
Sinds september 2006 was Dwight te beluisteren via een conservatief praatprogramma op de radio, genaamd "Howling Mad Radio". In mei 2008 maakte hij nog twee shows, daarna stopte de show. Hij deed ook een cameo in de blockbuster uit 2010, The A-Team. In 2012 is Dwight weer begonnen met het maken van een radio show, genaamd Howling Mad World Review, dat in podcastvorm via zijn officiële (fan)site te beluisteren is.

## Filmografie
- Batman: Arkham Knight (Computerspel, 2015) - Lazlo Valentin / Professor Pyg (stem)
- Lego Dimensions (Computerspel, 2015) - H.M. "Howling Mad" Murdock (stem)
- The Elder Scrolls V: Skyrim#Dragonborn (DLC voor computerspel, 05-11-2012) Neloth (stem)
- Gears of War 3 (Computerspel, 2011) – Chairman Prescott/Old Man/Ash Man (stem)
- Chowder Televisieserie – Mung Daal/Verschillende rollen (53 afl., 2007-2009)
- Terminator Salvation (Computerspel, 2009) – Murphy (Stem)
- Madworld (Computerspel, 2009) – Noa/Martin (Stem)
- FusionFall (Computerspel, 2009) – Thromnambular (Stem)
- Ben 10: Alien Force Televisieserie – Nul Void Guardian/D'Void/Dr. Animo (Afl., Voided, 2008, stem)
- Spider-Man: Web of Shadows (Computerspel, 2008) – Kraven the Hunter/Verschillende stemmen (Stem)
- Valkyria Chronicles (Computerspel, 2008) – Maurits von Borg/Verschillende stemmen (Stem internationale Engelse versie)
- Dark Sector (Computerspel 2008) – Robert Mezner/AD (Stem)
- God of War: Chains of Olympus (Computerspel, 2008) – Charon/Helios/Griek/Fire Guard (Stem)
- Mass Effect (Computerspel, 2007) – Additionele stemmen (Stem)
- World in Conflict (Computerspel, 2007) – Rol onbekend (Stem)
- Ben 10 televisieserie – Dr. Animo (Afl., Washington BC, 2006, stem|Tourist Trap, 2006|Dr. Animo and the Mutant Ray, 2006|Ben 10,000, 2006, stem|Divided We Stand, 2007, stem)
- The Darkness (Videogame, 2007) – Uncle Paulie Franchetti (Voice-over)
- Fantastic Four: Rise of the Silver Surfer (Computerspel, 2007) – Rol onbekend (Stem)
- Pirates of the Caribbean: At World's End (Computerspel, 2007) – Additionele stemmen (Stem)
- Afro Samurai (Mini-serie, 2007) – Ronin (Voice-over)
- Armored Core 4 (Computerspel, 2006) – Emill Gustav/Enemy Al (Stem)
- Metal Gear Solid: Portable Ops (Computerspel, 2006) – Python (stem in Engelse versie)
- Ben 10 televisieserie – Driver/Earl/Father (stem, afl., Tourist Trap, 2006)
- Ben 10 televisieserie – Dr. Animo/politieagent/VIP #2 (stem, afl., Washington BC, 2006)
- Avatar: The Last Airbender televisieserie – Trainer (Afl., Appa's Lost Days, 2006)
- Gothic 3 (Computerspel, 2006) – Additionele stemmen (Stem)
- Ultimate Avengers II (Computerspel, 2006) – Odin (stem)
- Titan Quest (Computerspel, 2006) – Rol onbekend (stem)
- X-Men: The Official Game (Computerspel, 2006) – Eric Lehnsherr / Magneto, extra stemmen (stem)
- Grim & Evil televisieserie – Thromnambular (Afl., Lil' Pork Chop/Skarred for Life, 2004|Wishbones, 2005|Herbicidal Maniac/Chaos Theory, 2006)
- Final Fantasy XII (Computerspel, 2006) – Anastasis, Dalan (stem in Engelse versie)
- Baten Kaitos Origins (Computerspel, 2006) – Geldoblame (stem)
- Ryu ga gotoku (Computerspel, 2005) – Kage (stem)
- Neopets: The Darkest Faerie (Computerspel, 2005) – King Hagan (stem)
- Gun (Computerspel, 2005) – Extra stemmen (stem)
- X-Men Legends II: Rise of Apocalypse (Computerspel, 2005) – Garok, Living Monolith (stem)
- Killer7 (Computerspel, 2005) – Harman Smith
- Fantastic Four (Computerspel, 2005) – Extra stemmen (stem)
- Destroy All Humans! (Computerspel, 2005) – Air Force General/Fair Worker (stem)
- Advent Rising (Computerspel, 2005) – Kelehm (stem)
- Psychonauts (Computerspel, 2005) – Crispin Whytehead (stem)
- EverQuest II (Computerspel, 2004) – Duke Ferrin, Korong, Shatterjaw, Bargiss Ranlor e.a. (stem)
- Grim & Evil televisieserie – Old Crazy Man (stem, afl., Lil' Pork Chop/Skarred for Life, 2004)
- The Punisher (Computerspel, 2004) – Rol onbekend (Voice-over)
- The Bard's Tale (Computerspel, 2004) – Extra stemmen (Voice-over)
- Crash Twinsanity (Computerspel, 2004) – Dingodile, Rusty Walrus, Tribesman, Papu-Papu (stem)
- The Chronicles of Riddick: Dark Fury (Computerspel, 2004) – Skiff A.I. (stem)
- The Chronicles of Riddick: Escape from Butcher Bay (Computerspel, 2004) – Hoxie (stem)
- Van Helsing: The London Assignment (Video, 2004) – Dr. Jekyll (stem)
- Crash Nitro Kart (Computerspel, 2003) – Dingodile/Fake Crash (stem)
- Lords of Everquest (Computerspel, 2003) – Lord Dungannon (stem)
- Jubei ninpucho: Ryuhogyoku-hen televisieserie – Dakuan (stem in Engelse versie)
- Lionheart (Computerspel, 2003) – Rol onbekend (stem)
- Star Trek: Elite Force II (Computerspel, 2003) – Lt. Reginald Barclay (stem)
- Kaena: La prophétie (2003) – Ilpo (stem in Engelse versie)
- Matriculated (2003) – Nonaka (stem)
- Beyond (2003) – Rol onbekend (stem)
- The Second Renaissance Part II (Computerspel, 2003) – Extra stemmen (stem)
- The Animatrix (Computerspel, 2003) – Townspeople, Policeman, Exterminators (stem)
- Final Fantasy X-2 (Computerspel, 2003) – O'aka XXIII/Maechen (stem)
- The Second Renaissance Part 1 (Computerspel, 2003) – Rol onbekend (stem)
- The Cramp Twins televisieserie – Bouncy Bob (Afl., Walk Like a Man/Bouncy Bob, 2003)
- Battlestar Galactica (Computerspel, 2003) – Lord Erebus, Deimos (stem)
- Spider-Man (Computerspel, 2002) – Vulture (stem)
- Invader ZIM televisieserie – Eric/Japanse Leader (Afl., Abducted/The Sad, Sad Tale of Chickenfoot, 2002)
- Invader ZIM televisieserie – Announcer/Mr. Slumchy/ Earth Father (Afl., Parent Teacher Night/Walk of Doom, 2001)
- Johnny Bravo televisieserie – Leo/tv Announcer (Afl., A Johnny Bravo Christmas, 2001)
- Forgotten Realms: Baldur's Gate – Dark Alliance (Computerspel, 2001) – Rol onbekend (Voice-over)
- The Agency televisieserie – Rol onbekend (Afl., Closure, 2001)
- Arcanum: Of Steamworks and Magick Obscura (Computerspel, 2001) – Simeon Tor (stem)
- Dead Last televisieserie – Jonah Simcock (Afl., Pilot, 2001)
- Final Fantasy X (Computerspel, 2001) – Maechen/ O'aka (stem)
- Final Fantasy: The Spirtis Within (Computerspel, 2001) – Scan Technician (stem, niet op aftiteling)
- Star Trek: Voyager televisieserie – Lt. Reginald 'Reg' Barclay III (Afl., Author, Author, Endgame: Part 1 & 2, 2001)
- Fallout Tactics: Brotherhood of Steel (Computerspel, 2001) – Gammorin/Paladin Latham (stem)
- CatDog: The Great Parent Mystery (televisiefilm, 2001) – Eddie (stem)
- The Wild Thornberrys: The Origin of Donnie (televisiefilm, 2001) – Rol onbekend (stem)
- Blook Wake (Computerspel, 2001) – Rol onbekend (stem)
- Sacrifice (Computerspel, 2000) – Rol onbekend (stem)
- Vampaia hanta D (Computerspel, 2000) – Benge/Old Man of Barbarois (Voice-over)
- Tenchu 2 (Computerspel, 2000) – Wang Dahai (Voice-over)
- Star Trek: Voyager televisieserie – Lt. Reginald 'Reg' Barclay III (Afl., Life Line, Inside Man, 2000)
- Family Guy televisieserie – Randall Fargus (Afl., Running Mates, 2000)
- Civilizations: Call to Power 2 (Computerspel, 2000) – Rol onbekend (Voice-over)
- Forgotten Realms: Baldur's Gate II – Shadows of Amn (Computerspel, 2000) – Mae'Var/Vithal/Villynaty (Voice-over)
- Family Guy televisieserie – Clerk (Afl., Holy Crap, 1999)
- Walker, Texas Ranger televisieserie – Lloyd Allen (Afl., Safe House, 1999)
- Star Trek: Voyager televisieserie – Lt. Reginald 'Reg' Barclay III (Afl., Pathfinder, 1999)
- The Wild Thornberrys televisieserie – Inspector Tabu (Afl., Chew If by Sea, 1999)
- The Wild Thornberrys televisieserie – Dr. Freed, Costumer (Afl., Polar Opposites, 1999)
- The Chimp Channel televisieserie – Stan (Voice-over, 1999)
- Fantasy Island televisieserie – Greasy (Afl., Heroes, 1999)
- Fallout 2: A Post-Nuclear Roll-Playing Game (Computerspel, 1998) – Hakunin (Voice-over)
- Stargate SG-1 televisieserie – The Keeper (Afl., The Gamekeeper, 1998)
- CatDog televisieserie – Eddie the Squirrel (Voice-over, afl. onbekend, 1998-2001)
- Golgo 13: Queen Bee (Video, 1998) – Robert Hardy (Voice-over: Engelse versie)
- The First Men on the Moon (Video, 1997) – Verschillende rollen
- Get to the Heart: The Barbara Mandrell Story (televisiefilm, 1997) – Irby Mandrell
- Alexander Senki televisieserie – Attalas (Voice-over: Engelse versie)
- Mononoke-hime (1997) – Rol onbekend (Voice-over: Engelse versie)
- Spawn televisieserie – Meerdere rollen (Voice-over, afl. onbekend, 1997-1999)
- Lois & Clark: The New Adventures of Superman televisieserie – Garret Grady (Afl., AKA Superman, 1997)
- Diagnosis Murder televisieserie – Dr. Gavin Reed (Afl., Delusions of Murder, 1997)
- Star Trek: First Contact (1996) – Lt. Reginald Endicott Barclay III
- Hak Hap (1996) – King Kau (Voice-over)
- Touched by an Angel televisieserie – Dr. Adam Litowski (Afl., A Joyful Noise, 1996)
- Hart to Hart: Till Death Do Us Hart (televisiefilm, 1996) – Peter Donner
- Rocko's Modern Life televisieserie – Black-Masked Conglomo Golf Course Worker (Voice-over, afl., Ed Good, Rocko Bad/Tee'd Off, 1996)
- Nowhere Man televisieserie – Harrison Barton (Afl., Hidden Agenda, 1996)
- Deadly Games televisieserie – Nathan Abrams (Afl., Motivational Speaker, 1995)
- Diagnosis Murder televisieserie – Dr. Henry Wexler (Afl., Naked Babes, 1995)
- The Outer Limits televisieserie – Levi Mitchell (Afl., If These Walls Could Talk, 1995)
- Star Trek: Voyager televisieserie – Lt. Reginald 'Reg' Barclay III (Afl., Projections, 1995)
- Enola Gay and the Atomic Bombing of Japan (televisiefilm, 1995) – Verteller (Voice-over)
- Babylon 5 televisieserie – Amis (Afl., The Long Dark, 1994)
- Weird Science televisieserie – Hank (Afl., Circuit Courtship, 1994)
- Fortune Hunter televisieserie – Jack Sasso (Afl., Millennium, 1994)
- Menendez: A Killing in Beverly Hills (televisiefilm, 1994) – Dr. Jerome Oziel
- Star Trek: The Next Generation televisieserie – Barclay (Afl., Genesis, 1994)
- Star Trek: The Next Generation televisieserie – Barclay (Afl., Ship in a Bottle, 1993)
- Victim of Love: The Shannon Mohr Story (televisiefilm, 1993) – Dave Davis
- Boomtown (televisiefilm, 1993) – Rol onbekend
- The Temp (1993) – Roger Jasser
- Child of Rage (televisiefilm, 1992) – Rob Tyler
- Star Trek: The Next Generation televisieserie – Barclay (Afl., Real of Fear, 1992)
- Woman with a Past (televisiefilm, 1992) – Mick
- Last Wish (televisiefilm, 1992) – Ed Edwards
- Star Trek: The Next Generation televisieserie – Barclay (Afl., The Nth Degree, 1991)
- Past Imperfect (televisiefilm, 1991) – Rol onbekend
- A Killer Among Us (televisiefilm, 1990) – Clifford Gillette
- Lifestories televisieserie – Steve Arnold (Afl., Rebecca McManus and Steve Arnold, 1990)
- The Long Walk Home (1990) – Norman Thompson
- Star Trek: The Next Generation televisieserie – Barclay (Afl., Hollow Pursuits, 1990)
- Fat Man and Little Boy (1989) – J. Robert Oppenheimer
- Perry Mason: The Case of the Musical Murder (televisiefilm, 1989) – Tony Franken
- Jake and the Fatman televisieserie – David Thompson (Afl., Brother, Can You Spare a Dime?, 1987)
- Perry Mason: The Case of the Sinister Spirit (televisiefilm, 1987) – Andrew Lloyd
- Alfred Hitchcock Presents televisieserie – David Powell (Afl., World's Oldest Motive, 1987)
- The A-Team televisieserie – Capt. HM "Howling Mad" Murdock (98 afl., 1983-1987)
- When Your Love Leaves (televisiefilm, 1983) – Richard Reese
- Alone in the Dark (1982) – Dr. Dan Potter
- Sherlock Holmes (televisiefilm, 1981) – Bassick
- The Fan (1981) – Director
- Bitter Harvest (televisiefilm, 1981) – Schlatter
- Dial M for Murder (televisiefilm, 1981) – tv Director
- CHiPs televisieserie – Lyle (Afl., The Hawk and the Hunter, 1981)
- Hill Street Blues televisieserie – Carmichael (Afl., Life, Death, Eternity, 1981)
- Thin Ice (televisiefilm, 1981) – Mr. Ritchie

## Andere optredens
- Bring Back...The A-Team (Televisiefilm, 2006) – Zichzelf
- Het A-Team in Nederland (Televisiefilm, 1984) – Zichzelf
- One to Grow on Televisieserie – Zichzelf (1982-1988)